# Nesopelops tongatapuensis
Nesopelops tongatapuensis är en kvalsterart som beskrevs av Hammer 1973. Nesopelops tongatapuensis ingår i släktet Nesopelops och familjen Phenopelopidae. Inga underarter finns listade i Catalogue of Life.